# Shaïlo
Pour les articles homonymes, voir Shiloh (homonymie).
Série
Les Nouvelles Aventures de Shaïlo : L'Amitié retrouvée
(1999)
Pour plus de détails, voir Fiche technique et Distribution.
Shaïlo (Shiloh) est un film américain réalisé par Dale Rosenbloom en 1996. Il s'agit d'une histoire d'amitié entre un garçon, Marty Preston, et un beagle, Shiloh. Le film est une adaptation d'un roman de Phyllis Reynolds Naylor.

## Synopsis
Un chiot Beagle maltraité s’enfuit de son cruel propriétaire, Judd Travers et rencontre un garçon nommé Marty Preston, qui le nomme Shiloh. Son père Ray refuse de garder le chien mais ayant personnellement été témoin des mauvais traitements infligés par Judd à Shiloh, Marty est réticent à le rendre. Après que le chien ait de nouveau été maltraité, ce dernier retourne vers le jeune garçon qui le cache dans un hangar derrière sa maison.
Son secret est bientôt révélé lorsque sa mère, Louise voit Marty et Shiloh ensemble. Ray découvre bientôt ce que Marty fait lorsqu’un violent berger allemand appartenant à la famille Baker s’en prend à Shiloh et Marty est obligé d'appeler à l’aide. Ray et Marty emmènent Shiloh chez leur ami le Dr Wallace et plus tard l'adolescent exhorte son père à garder Shiloh, plaidant sur la façon dont Judd abuse du chien. Le père accepte d’abord de garder Shiloh jusqu’à ce qu’il se rétablisse et essaie de ne pas s’attacher au chien. Cette nuit-là, alors que Ray pense que Marty dort, il donne une friandise au chien, et bientôt son cœur s’adoucit.
Finalement, Marty va voir Judd et menace de le dénoncer pour avoir essayé de tirer sur un cerf en dehors de la saison de chasse, à moins qu’il n’accepte de vendre Shiloh. L'homme accepte mais au lieu d’argent, il veut 20 heures de travail de Marty sur sa propriété en guise de paiement. Une fois que Marty a terminé le travail, Judd refuse de donner suite, disant qu’il n’y avait pas de témoins de l’accord. Lui et Marty se disputent, et Marty lui dit qu’il ne récupérera jamais Shiloh. Dans les jours qui suivent Judd revient pour prendre le chien. Marty se bat à nouveau avec Judd pour garder Shiloh avec l’aide de Ray.
Judd tente alors de kidnapper Shiloh. Ray vient à la rescousse et renverse Judd, et ils se battent tous les deux. Judd échappe à Ray, attrape Shiloh et s’enfuit dans son camion. Alors qu’il s’apprête à partir, cependant, Judd commence à reconsidérer et finit par libérer Shiloh de son camion et le chien se précipite dans les bras de Marty.

## Fiche technique
- Titre : Shaïlo
- Titre original : Shiloh
- Réalisation : Dale Rosenbloom
- Scénario : Dale Rosenbloom d'après un roman de Phyllis Reynolds Naylor
- Musique : Joel Goldsmith
- Photographie : Frank Byers
- Montage : Mark S. Westmore
- Production : Zane W. Levitt et Dale Rosenbloom
- Société de production : Good Dog Productions, Utopia Pictures et Zeta Entertainment
- Société de distribution : Legacy Releasing Corporation (États-Unis)
- Pays d'origine :  États-Unis
- Format : Couleurs (Technicolor)
- Genre : Drame
- Durée : 93 minutes
- Date de sortie :
  - 25 avril 1997 aux États-Unis

## Distribution
- Scott Wilson : Judd Travers
- Blake Heron : Marty Preston
- Bonnie Bartlett : Mme. Wallace
- Rod Steiger : Doc Wallace
- Ann Dowd : Louise Preston

## Distinctions
Le film a gagné quatre distinctions.
- Children's Jury Award dans la catégorie Feature Film or Video
- Genesis Award dans la catégorie Feature film.
- Crystal Heart Award pour Zane W. Levitt, Dale Rosenbloom et Mark Yellen
- Young Artist Award pour Blake Heron dans la catégorie Best Performance in a Feature Film.

## Divers
Deux suites ont été tournés : Les Nouvelles Aventures de Shaïlo : L'Amitié retrouvée en 1999 puis, en 2006, Saving Shiloh. Ces deux nouveaux opus ont été réalisés par Sandy Tung.